# کنجی نوجیما
کنجی نوجیما (انگلیسی: Kenji Nojima; ۱۶ مارس ۱۹۷۶ – ) صداپیشگی در ژاپن، بازیگر، و خواننده اهل ژاپن بود.